# Aeroporti a Vanuatu
Questo è un elenco degli aeroporti a Vanuatu, ordinati per località.

## Aeroporti
I nomi degli aeroporti scritti in grassetto indicano che l'aeroporto ha un servizio di linea aerea commerciale di linea.
| Città e/o Isola                  | Provincia | Codice ICAO | Codice IATA | Nome dell'aeroporto                          |
| -------------------------------- | --------- | ----------- | ----------- | -------------------------------------------- |
| Anatom (Aneityum) / Inyeug       | Tafea     | NVVA        | AUY         | Aeroporto di Anatom (Aeroporto di Aneityum)  |
| Aniwa                            | Tafea     | NVVB        | AWD         | Aeroporto di Aniwa                           |
| Craig Cove, Ambrym               | Malampa   | NVSF        | CCV         | Aeroporto di Craig Cove                      |
| Dillon's Bay, Erromango          | Tafea     | NVVD        | DLY         | Aeroporto della Baia di Dillon               |
| Sangafa, Emae, Isole Shepherd    | Shefa     | NVSE        | EAE         | Aeroporto di Siwo                            |
| Futuna                           | Tafea     | NVVF        | FTA         | Aeroporto di Futuna                          |
| Gaua, Isole Banks                | Torba     | NVSQ        | ZGU         | Aeroporto di Gaua                            |
| Ipota, Erromango                 | Tafea     | NVVI        | IPA         | Aeroporto di Ipota                           |
| Lamap, Malekula                  | Malampa   | NVSL        | LPM         | Aeroporto di Malekula (Aeroporto diLamap)    |
| Baia di Lamen, Epi               | Shefa     | NVSM        | LNB         | Aeroporto della Baia di Lamen                |
| Longana, Ambae                   | Penama    | NVSG        | LOD         | Aeroporto di Longana                         |
| Lonorore, Pentecost              | Penama    | NVSO        | LNE         | Aeroporto di Lonorore                        |
| Luganville, Espiritu Santo       | Sanma     | NVSS        | SON         | Aeroporto Internazionale di Santo-Pekoa      |
| Maewo                            | Penama    | NVSN        | MWF         | Aeroporto di Maewo-Naone                     |
| Mota Lava, Isole di Banks        | Torba     | NVSA        | MTV         | Aeroporto di Mota Lava                       |
| Norsup, Malakula                 | Malampa   | NVSP        | NUS         | Aeroporto di Norsup                          |
| Olpoi, Espiritu Santo            | Sanma     | NVSZ        | OLJ         | Aeroporto di Olpoi                           |
| Tavie, Paama                     | Malampa   | NVSI        | PBJ         | Aeroporto di Paama                           |
| Port Vila, Efate                 | Shefa     | NVVV        | VLI         | Aeroporto Internazionale di Bauerfield       |
| Quoin Hill, Efate                | Shefa     | NVVQ        | UIQ         | Aeroporto di Quoin Hill                      |
| Redcliffe, Ambae                 | Penama    | NVSR        | RCL         | Aeroporto di Redcliffe                       |
| Sara, Pentecost                  | Penama    | NVSH        | SSR         | Aeroporto di Sara                            |
| Sola, Vanua Lava, Isole di Banks | Torba     | NVSC        | SLH         | Aeroporto di Vanua Lava                      |
| South West Bay                   | Malampa   | NVSX        | SWJ         | Aeroporto di South West Bay                  |
| Whitegrass, Tanna                | Tafea     | NVVW        | TAH         | Aeroporto di Whitegrass (Aeroporto di Tanna) |
| Tongoa, Isole Shepherd           | Shefa     | NVST        | TGH         | Aeroporto di Tongoa                          |
| Linua, Isole Torres              | Torba     | NVSD        | TOH         | Aeroporto di Torres                          |
| Ulei, Ambrym                     | Malampa   | NVSU        | ULB         | Aeroporto di Ulei                            |
| Valesdir, Epi                    | Shefa     | NVSV        | VLS         | Aeroporto di Valesdir                        |
| Walaha, Ambae                    | Penama    | NVSW        | WLH         | Aeroporto di Walaha                          |